# 코토노하 암릴라토

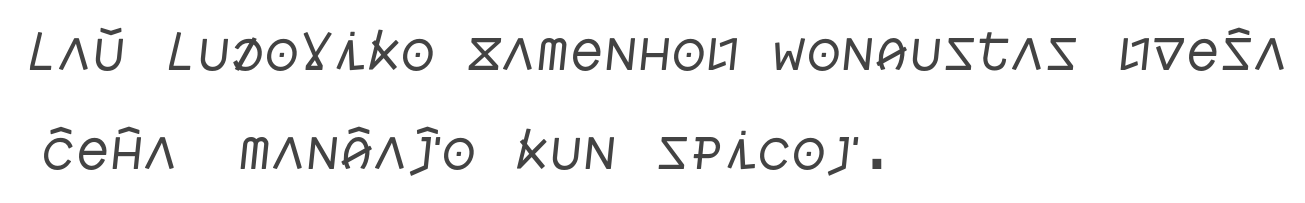
에스페란토 팬그램

코토노하 암릴라토(일본어: ことのはアムリラート, Kotonoha Amrilato, The Expression Amrilato)는 2017년 스케라스파로가 개발한 일본의 미소녀 비주얼 노벨이다. 국제어 에스페란토 문구를 포함하는 로맨틱 게임으로, 이 게임을 Juliamo로 호칭한다. 게임을 진행하면서 플레이어는 에스페란토를 배워야 한다.
후속작 "언젠가의 메모라죠 ~코토노하 암릴라토~"(いつかのメモラージョ ~ ことのはアムリラート ~)가 2021년 7월 15일 출시되었다.